# Ільтебаново
Ільтеба́ново (рос. Ильтебаново, башк. Илтабан) — село у складі Учалинського району Башкортостану, Росія. Входить до складу Кунакбаєвської сільської ради.
Населення — 480 осіб (2010; 526 в 2002).
Національний склад:
- башкири — 96%